# Carl Rosén
Carl Rosén, född 1959, är en svensk civilekonom och expert på ägarstyrningsfrågor.
Rosén har haft corporate governance, ägarstyrningsfrågor, som en röd tråd genom sin karriär. 2004–2009 arbetade han på Andra AP-fonden och var med och startade AP-fondernas Etikråd. Därefter blev han chef för International Corporate Governance Network, ICGN, en organisation med 500 institutionella ägare från 47 länder som medlemmar. Organisationen bildades 1996 på initiativ av Bill Crist, VD i Calpers, den kaliforniska pensionsfonden, som tillsammans med andra av världens största institutionella investerare insåg vikten av samarbete. ICGN med över 10 000 miljarder dollar i förvaltat kapital sätter press på företag och lagstiftare vad gäller korruption, miljö, etiska och sociala frågor. 2012 utsågs han till ny vd för Aktiespararna efter Günther Mårder. Han efterträddes 2016 av Joacim Olsson.
Rosén utbildade sig till civilekonom på Handelshögskolan i Stockholm 1979–1983. Han är gift och har tre barn.

## Yrkesbefattningar
- 1983–1990 Consensus/Alfred Berg
- 1990–1991 CFO Fortia, styrelseledamot LKAB, ASSI, NCB
- 1992–1997 Chefredaktör Affärsvärlden
- 1997–2002 Operativ chef på Enskilda Securities, bl.a. Head of Silicon Valley Branch
- 2002–2004 VD och grundare, Nordic Investor Services
- 2004–2009 Chef ägarstyrningsfrågor Andra AP-fonden
- 2009–2012 Executive Director på ICGN (International Corporate Governance Network), London
- 2012–2016 VD Sveriges Aktiesparares Riksförbund

## Uppdrag
Rosén är medlem av World Economic Forum Global Agenda Council on Anti-Corruption och medlem av Private Sector Advisory Group till IFC Global Corporate Governance Forum.